# Oberweser
Oberweser est une ancienne municipalité allemande située dans le land de la Hesse et l'arrondissement de Cassel.

## Jumelage
- Adony (Hongrie) depuis 1995[1]

## Source, notes et références
1. ↑  « Partnergemeinde Adony » Site web de la commune d'Oberweser, consulté le 26 mars 2017.